# Лоска
Лоска (укр. Лоска) — село в Новгород-Северском районе Черниговской области Украины. Население — 344 человека. Занимает площадь 0,74 км².
Почтовый индекс: 16071. Телефонный код: +380 4658.

## Власть
Орган местного самоуправления — Блистовский сельский совет. Почтовый адрес: 16071, Черниговская обл., Новгород-Северский р-н, с. Блистова, ул. Хмельницкого, 50.